# Pygora sanguineomarginata
Pygora sanguineomarginata är en skalbaggsart som beskrevs av Thierry Bourgoin 1913. Pygora sanguineomarginata ingår i släktet Pygora och familjen Cetoniidae. Inga underarter finns listade i Catalogue of Life.